# Afirmação do consequente
Afirmação do consequente é uma falácia lógica de non sequitur que consiste em confundir o antecedente com o consequente, ou seja, consiste em afirmar a consequência. Toma a forma:
Se A então B
B
Portanto, A

## Exemplos
Se jogamos bem, ganhamos.
Ora, ganhamos.
Logo, jogamos bem.
Este argumento é falacioso porque, mesmo que as premissas em si sejam verdadeiras (o que não é o caso deste exemplo, tendo em vista que a primeira premissa é demonstravelmente falsa), a conclusão não segue delas, já que o time poderia ter ganho porque, por exemplo, o time adversário não só jogou pior como o árbitro ajudou numa má atuação.
Se Bill Gates for Presidente do Brasil, então ele é rico.
Bill Gates é rico.
Logo, Bill gates é Presidente do Brasil..
Esse argumento é obviamente falso, pois para ser rico não é necessário ser Presidente do Brasil.
Argumentos da mesma forma podem parecer superficialmente convincentes, como vemos no exemplo abaixo:
Se estou gripado, tenho dor de garganta.
Estou com dor de garganta.
Portanto, estou gripado.
Estar gripado não é a única causa de dor de garganta, portanto, a implicação não é verdadeira.